# The Gift (groupe)
Pour les articles homonymes, voir The Gift.
The Gift est un groupe de rock alternatif et synthpop portugais, originaire d'Alcobaça. The Gift crée des mélodies très étudiées. The Gift est l'un des principaux représentants de la musique portugaise, notamment grâce à son succès international (Belgique, Canada, Suisse, Espagne, États-Unis, Brésil, Pologne, Allemagne, Argentine et Italie)[réf. nécessaire].
The Gift est d'autre part le premier groupe portugais à être entré dans le Billboard, le classement des musiques les plus vendues aux États-Unis, grâce à leur tube Driving You Slow sorti en 2005. En 2011, ils lancent leur nouvel album.

## Biographie

### Années 1990

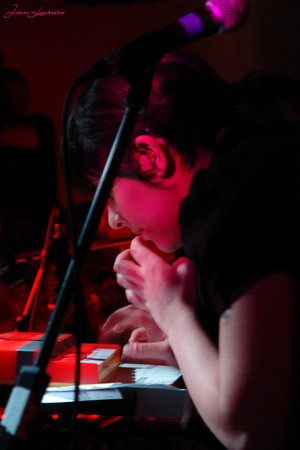
Sónia Tavares, The Gift.

Formé en 1994, The Gift est à l'origine un projet parallèle des Dead Souls, le groupe de Nuno Gonçalves, El Guam et Miguel Ribeiro. En septembre 1994, Sónia Tavares, Nuno et John Gonçalves, Miguel Ribeiro, et Ricardo Braga participent à la Bar Ben Music Competition d'Alcobaça, et remportent la deuxième place à la surprise du public.
Le groupe joue pour la première fois au monastère d'Alcobaça en juillet 1995. Ils jouent ensuite au Centre culturel de Belém à Lisbonne en septembre 1996, et au Labirintho Bar de Porto) en novembre 1996. The Gift enregistre une démo pour les médias et labels. De cet effort nait Digital Atmosphere, un CD six pistes qui comprend interviews et les vidéos, enregistré et fait main. En 1997, le groupe joue dans plus de 30 théâtres et publient une vidé ode leur fin de tournée en concert au Cine-Teatro à Belém et Alcobaça. Peu après la fin de la tournée Digital Atmosphere, Ricardo Braga quitte le groupe, et The Gift se retrouve désormais à quatre. En 1998, ils établissent leur propre label, La Folie Records, dans le but de travailler indépendamment.
En novembre 1998, leur premier vrai album, intitulé Vinyl est publié. Vinyl combine nouvelles technologies (samples et synthétiseur) et instruments classique (violon, violoncelle, trompette, saxophone, etc.). Vinyl, qui est entièrement auto-financé, est nommé album de l'année au journal Diário de Notícias, une première pour un groupe indépendant portugais, et attire l'intérêt de plusieurs labels qui avaient auparavant ignorés les morceaux des Gift. Le groupe choisit de rester indépendant, optant plus pour un contrat de distribution. Entre novembre 1998 et 1999, le groupe joue plus de 80 concerts notamment à Lisbonne et Porto, remporte le succès avec le single Ok! Do You Want Something Simple? et vend plus de 35 000 exemplaires. À la fin de l'année, The Gift joue pour la première fois à Paris (à La Cigale), puis quelques mois après, au prestigieux MIDEM en 2000 (à Cannes).

### Années 2000
Au début de 2000, le groupe clôt le chapitre Vinyl, publiant un ouvrage photos A Single Diary (d'Ana Pereira), et le clip Single Hand Camera Documentary (réalisé par Gonçalo Covacich), deux visions artistiques et des clips de leur tournée Vinyl. En juin 2000, le groupe effectue une mini-tournée hors du Portugal, incluant des dates en Allemagne (Expo 2000 – Hanovre), Macao, et encore une fois en France (Paris). À la fin de l'année, The Gift fait une pause et commence à écrire son prochain album, dont quelques morceaux sont joués en 2001 à l'Eurosonic aux Pays-Bas.
Film, produit par Howie B, le deuxième album des Gift, est publié en 2001, de nouveau sous leur label, La Folie Records. Le groupe expose son Film dans le pays à des événements tels que le Paredes de Coura Festival, le festival optimushype@meco (partageant la scène avec Howie B et Matthew Herbert), au lancement d'Interactive TV au Portugal, en direct de la chaine radio Sic Radical, et d'Antena 3. Film est certifié disque d'or avec 25 000 exemplaires vendus, et The Gift remporte plusieurs récompenses pour leurs vidéos (Waterskin et Question of Love – les deux premiers singles de l'album). À la fin 2001, le groupe est encore invité au Cap Magellan pour Film à Paris.
En mars 2002, The Gift s'envolent pour les États-Unis et jouent au festival South by Southwest d'Austin, au Texas ; en juin, ils reviennent jouer à Paris au Square de l'Hôtel de Ville ; en août aux festivals Popkomm et Musikfest Am-Ring en Allemagne ; l'Espagne suit en septembre avec quelques concerts à Barcelone ; en octobre, le groupe revient aux USA pour une mini-tournée nord-américaine (New York) ; et en novembre ils effectuent leur premier concert à Madrid, en Espagne. The Gift est aussi invité à jouer pour The Flaming Lips et Cousteau, et sont invités à la fin de l'année, en décembre 2003, à jouer sur MTV Portugal.
En 2004, The Gift célèbrent leur dix ans de carrière. En 2005, ils remportent la catégorie du meilleur groupe portugais aux MTV Europe Awards. L'album Fácil de entender, leur premier album live, est publié en 2006. The Gift jouent avec succès au Expo 2008 de Saragosse. En 2008 et 2009, Sónia Tavares et Nuno Gonçalves des Gift, aux côtés d'autres musiciens comme Paulo Praça (Plaza) et Fernando Ribeiro, enregistrent et tournent pour le projet parallèle Hoje dont l'album se classera 23e des charts.

### Années 2010
En 2011 sort l'album Explode. Explode est publié le 1er avril au Portugal.
En septembre 2016, le groupe sort un nouveau single avec Brian Eno, intitulé Love Without Violins. Le single est publié sous leur label, La Folie Records, le 30 septembre. Le nouvel album "Altar" auquel Brian Eno contribue  entièrement sort en 2017, en compagnie du claviériste Nuno Gonçalves. Il est mixé par le producteur Flood. 
Après la sortie du nouveau single, The Gift est confirmé pour la deuxième fois à l'Eurosonic Noorderslag de Groningue, aux Pays-Bas.

## Membres

### Membres actuels
- Sonia Tavares - voix (depuis 1994)
- Nuno Gonçalves - claviers (depuis 1994)
- John Gonçalves - basse, claviers (depuis 1994)
- Miguel Ribeiro - guitare (depuis 1994)

### Ancien membre
- Ricardo Braga – claviers, euphonium (1994–1998)

## Discographie
- 1997 : Digital Atmosphere
- 1998 : Vinyl
- 2001 : Film
- 2005 : AM-FM
- 2007 : Facil de entender
- 2011 : Explode
- 2012 : Primavera
- 2015 : 20
- 2017 : Altar

## Récompenses
- 2005 : MTV Europe Awards - meilleur groupe portugais
- 2007 : Globo do Ouro - meilleur groupe